# Ambostracon diegoense
Ambostracon diegoense är en kräftdjursart som först beskrevs av LeRoy 1943.  Ambostracon diegoense ingår i släktet Ambostracon och familjen Hemicytheridae. Inga underarter finns listade i Catalogue of Life.